# Pory roku (poemat Krystyna Donelaitisa)

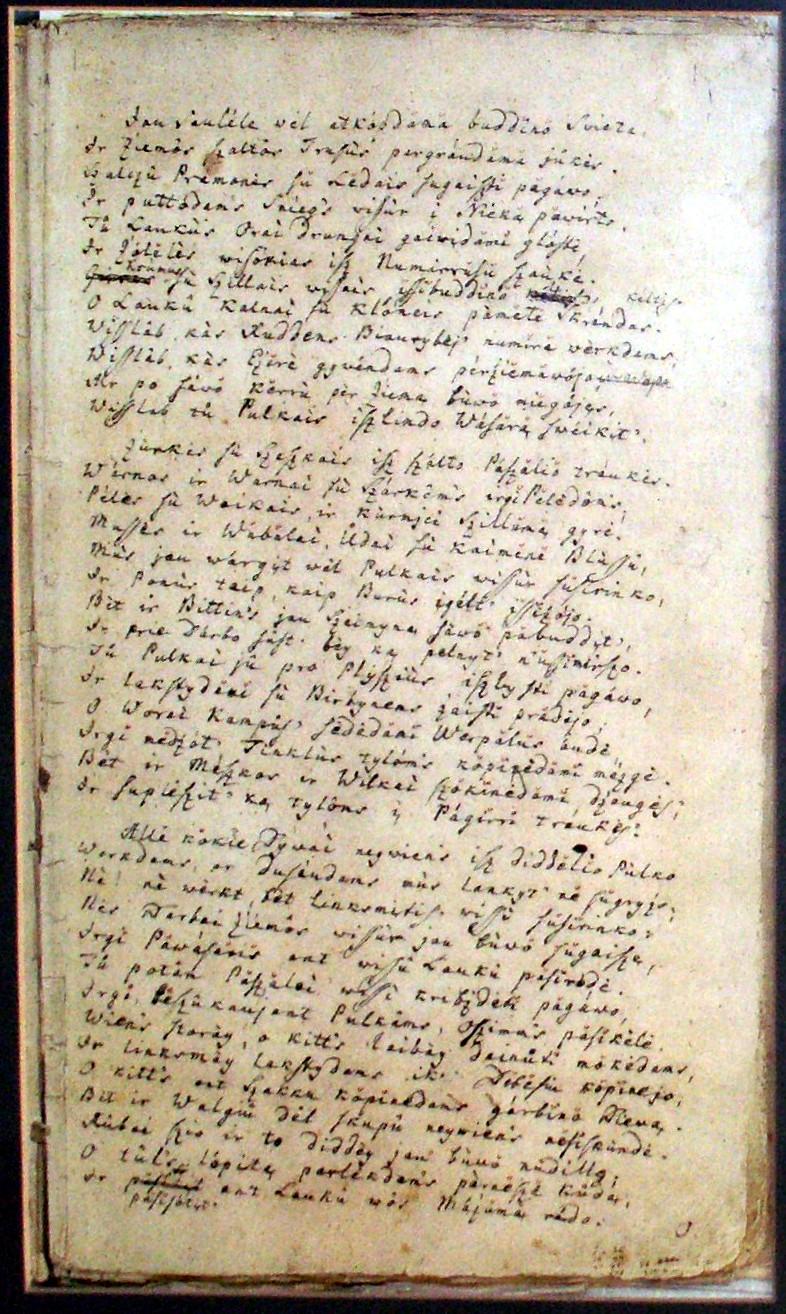
Pierwsza strona rękopisu poematu "Pory roku" Krystyna Donelaitisa

Pory roku (lit. Metai) – poemat litewskiego poety oświeceniowego Krystyna Donelaitisa, uważany powszechnie za jego najważniejsze dzieło i zarazem za litewski epos narodowy, zaliczany do arcydzieł literatury światowej. Dzieło, znane również jako Rok przełożył na język polski Zygmunt Ławrynowicz. Utwór odegrał ważną rolę w litewskim odrodzeniu narodowym. Został napisany heksametrem. Ten rodzaj wiersza nie był nigdy wcześniej używany w poezji litewskiej. Utwór ma 2997 linijek. Został wydany w 1818 wraz z niemieckim tłumaczeniem, którego dokonał Ludwig Rhesa.